# Hugo I de Nordgau
Hugo I, hijo de Eberhard III, conde de Nordgau, de Ortenau y de Aargau, sucede a su padre en todas sus posesiones hacia el año 910. Era miembro de la línea de los Eberhardiner, una rama de la familia noble de los Eticónidas.

## Biografía
Hugo es probablemente el mismo Hugonis que, en 910, ratifica como senior de un Dietbald la donación de tierras de cultivo en el distrito Achenheim a la iglesia Santa María de Estrasburgo.
Se califica también como conde de Hohenburg, como lo prueba una carta del año 920, por la cual vende a Richwin, obispo de Estrasburgo, su tierra de Langhurst (Langiseswilare), y donde es mencionado como Hugone comite Hohenburc.
Hugo aumenta sus estados con los condados de Egisheim, Hohenburg y Ferrette (Pfirt); este último le llega como dote de su esposa Hildegard. 
El conde Hugo, para mantenerse en posesión de los bienes e ingresos de la abadía de Lüders, de la cual Eberhard III su padre era Vogt, se vio obligado a tomar medidas contra los religiosos de este monasterio y los apesadumbró al punto que las crónicas de su tiempo lo representan como «el tirano y el perseguidor de los monjes».
Pero atacado algún tiempo después por una especie de parálisis, creyó percibir la mano de Dios que lo castigaba por su crueldad hacia sus ministros, e hizo votos, en caso de curación, de restablecer a la abadía todos sus derechos y privilegios; hasta prometió darle una gran parte de sus propios bienes y retirarse para llevar una vida humilde y monástica. Su recuperación operó de manera milagrosa, fue fiel a su promesa, y se retiró a este monasterio donde murió el año 940.
Sus tres hijos Eberhard IV, Hugo y Guntram, el Rico, también acusados de haber perseguido a los monjes, fueron golpeados por la misma enfermedad y milagrosamente curados como su padre. Quisieron como él darle al Señor prueba de su arrepentimiento y de su piadosa gratitud; acompañaron a su padre al monasterio de Lüders, e hicieron penitencia por sus pecados. La llegada de estos cuatro príncipes a la abadía fue un triunfo completo para los monjes, en momentos en que la superstición actuaba poderosamente sobre el espíritu de los hombres. Estos monjes no dejaron de grabar este evento en su crónica, y presentaron a Hugo y a sus tres hijos como cuatro pecadores arrepentidos que vinieron a buscar a la casa de Dios la remisión de sus dolores. Pero el tiempo que pasaron los tres hijos en el monasterio de Lüders, fue limitado, y su penitencia solo fue momentánea.
Un pasaje de la vida del abad San Deicolo, escrita por un monje de su monasterio en el siglo X, menciona que Hugo I convoca a sus hijos a dicha abadía para abrazar la vida religiosa: 
Tres filii (Hugonis comitis) cujus primogenitus Eberhardus erat, secundus Hugo, tertius Gontramnus, cum post dulcedinem somnii evigilassent ad exercitium venandi, semet ipsos invenerunt dissimiles sibi. Videres certe viros consulares adeo contractos et imbecilles, ut putares eos genuino more omnium membrorum impotentes…tandem pater senex, filiorum dolore intolerabili compulsus, his verbis in veritatem prorupit: audite me, inquit, filii…pura confessione et dignis poenitentiae lamentis confugiamus ad Dominum et sanctum suum, in quem peccavimus. Ad haec filii unánimes dixerunt: Obtimum concilium invenisti, pater. Parati sumus corde perfecto nosmet ipsos in servos tradere sancto Deicolo…abrenuntiemus mundo, monachicam proffessionem aggrediamur, voveamus nos Deo, et reddamus… Tandem ad beati patris sepulchrum deportati… pristinae integritati sunt redditi…Pater cum filiis surgens, communi voto communique consensu tradiderunt se Deo, sanctoque suo Deicolo, non ad servitium militare, sed ad servitium monachile, etc.
Pero todo esto tuvo lugar antes del año 940, es decir, en vida de Hugo I, que fue el que provocó que sus hijos tomaran este partido; y después la muerte de su padre en la abadía de Lüders, Eberhard IV, Hugo y Guntram, reaparecieron en el escenario mundial, ejercieron autoridad soberana en los condados de Nordgau, Aargau y Egisheim, firmaron cartas públicas e imperiales, y fundaron monumentos, desde el año 940 hasta los años 951, 967 y 970. Para poder hacer todo eso, fue necesario que saliesen de la abadía de Lüders, y que no fuesen monjes, y estas palabras: monachicam proffessionem aggrediamur, y sed ad servitium monachile, solo pueden ser interpretadas como que estos tres príncipes, para dar a Dios y a los religiosos de la abadía de Lüders, una satisfacción más amplia, deben haber asumido un hábito monástico, o de penitencia, durante todo el tiempo de su retiro espiritual, lo que pudo hacer creer a algunos autores, y sobre todo al de la vida de San Deicolo, a quien se acusa de muchos errores, que estos príncipes fueron hechos religiosos. La verdad es, que el retiro y la penitencia de los hijos de Hugo en Lüders, no fue sino momentáneo, y que muchos historiadores han tomado este momento de mortificación y humildad hacia la iglesia, por un abandono absoluto del mundo.
Otros autores han asegurado que cuando estos tres príncipes hicieron este voto con su padre, y cuando entraron en el claustro donde incluso afirman que murieron, se habían casado, y dejaron en el mundo una brillante posteridad. Todavía podría ser que la primera vez que se retiraron a Lüders con su padre, Eberhard, Hugo y Guntram se hubieran casado, y que hubieran tenido hijos, que dejaron en el siglo.
Pero eso no prueba que se les haya hecho monjes en ese momento, porque se encuentran más bien en la historia actuando como soberanos. Y si murieron en la abadía de Lüders, es que regresaron después de los años mencionados, a seguir el ejemplo de su padre, que había terminado allí sus días en 940. Sin embargo, se debe observar que Eberhard IV murió en Altdorf, en 972.

## Descendencia
Hugo I se casó con la condesa Hildegard von Pfirt, que por curiosidad profanó las reliquias de San Deicolo en el monasterio de Lüders y fue por ello castigada con una grave enfermedad. Deja de su esposa tres hijos y, según algunos autores, una hija:
1. Eberhard IV; conde de Nordgau
2. Hugo, que obtiene en el reparto de la sucesión de su padre, el condado de Egisheim. Hugo está mencionado en el diploma de Otón I, fechado el 6 de abril de 959, por el cual junto a su hermano Eberhard, y probablemente con respecto al proceso real contra su hermano Guntram, deben devolver el Vogtei de la abadía de Lüders al rey.[5] Esta intervención real trajo seguramente también un recorte notable en la posición de Hugo. De su actividad y descendientes sin embargo no se conoce mucho más.
3. Guntram, el Rico, posiblemente el progenitor de la Casa de Habsburgo.
4. Adela († 961), la crónica Annales Hanoniæ registra su muerte y la menciona como Adela comitissa Montensis ... uxor Ragineri comitis,[6] La fuente principal que confirma su parentesco aún no ha sido identificada. ∞ Reginar III, conde de Hennegau.